# Artilleriewerk Ursprung
Das Artilleriewerk Ursprung (Armeebezeichnung A 2242) ist ein ehemaliges Kasemattwerk an der Westflanke des Buochserhorns auf dem Gemeindegebiet von Oberdorf, Kanton Nidwalden in der Schweiz. Die Festung liegt auf einer Höhe von 750 m ü. M. Der Name leitet sich vom Flurnamen ab.
Das Werk wurde 1943 erbaut. Die Bewaffnung bestand anfänglich aus zwei 10,5 cm Kanonen 35, die später mit zwei 15 cm Bunkerkanonen 42/46 L 42 ersetzt wurden. Für die Nahverteidigung gab es drei Maschinengewehre 11 und acht Leichtmaschinengewehre. Die 15 cm Kanonen wirkten mit ihrem Feuer bis Kriens-Alpnach-Ennetmoos.
In der Nähe wurde auf 700 m ü. M. als Gegenwerk ein Infanteriebunker (A 2243) errichtet. Er konnte auf den Eingang und die Scharten des Artilleriewerkes wirken.
Das Artilleriewerk und der Infanteriebunker wurden während des Zweiten Weltkriegs (Aktivdienst) durch die Festungsartilleriekompanie 83 besetzt und lagen ab 1947 im Einsatzgebiet der Reduitbrigade 22.
Der Rückbau des Werks wurde vom VBS im Januar 2007 unter Auflagen genehmigt.